# Þjórsá
Il Þjórsá è un fiume di origine glaciale che scorre nella parte meridionale dell'Islanda. Con i suoi 230 km, è il fiume più lungo di tutta l'isola.

## Caratteristiche
Il fiume nasce dal ghiacciaio Hofsjökull, che per dimensioni è il terzo ghiacciaio dell'isola. Nel suo primo tratto attraversa gli Altopiani d'Islanda. Successivamente scorre nelle vicinanze del vulcano Hekla, quindi riceve le acque dell'affluente Tungnaá. Nel suo ultimo tratto attraversa la pianura meridionale dell'Islanda.
Per la portata media, con i suoi 363 metri cubi al secondo Þjórsá è il secondo fiume del paese dopo l'Ölfusá, la cui portata supera i 400 metri cubi al secondo.

## Etimologia
La parola "Þjór" significa 'toro' mentre "-á" (breveazione dalla aqua) in lingua islandese significa 'fiume'. Quindi Þjórsá significa 'fiume del toro'.
La parola þjór compare più volte negli antichi manoscritti, ma ora è presente solo nei toponimi. Nelle lingue vicine ci sono parole corrispondenti: in danese - tyr, in svedese - tyr, latino - taurus, irlandese - tarbh, tutte con il significato di 'toro'. Nella lingua islandese per indicare il toro si usa "tarfur", termine preso dall'irlandese, e questo potrebbe spiegare la rimozione della parola "þjór" dalla lingua.

## Ponti e guadi
L'attraversamento del Þjórsá risultava difficoltoso nel passato in quanto non esistevano ponti.
Attualmente ci sono due ponti sul fiume, uno  sotto Þjórsártún sulla Hringvegur, la grande strada ad anello che contorna l'intera isola, e l'altro a Sandafell, appena sotto la centrale elettrica di Sultartangi. Il vecchio ponte di Þjótandur è stato inaugurato nel 1895 e ricostruito un po' più in basso nel 1949. Il nuovo ponte, che ha sostituito il precedente, è stato messo in servizio nel 2003 e dista meno di un chilometro.
Ci sono diversi guadi sul fiume, che costituivano in passato l'unico modo per attraversare il fiume. I principali sono Nautavað da Þjórsárholt e Hagavað da Hagar.

## Pesca
Le acque del Þjórsá sono ricche di pesce e la pesca viene praticata principalmente con la rete. Il fiume ospita specie ittiche comuni nei fiumi e nei laghi del paese, come salmoni, trote, salmerini, aringhe e anguille. Occasionalmente è stata catturata la passera di mare a Þjórsárós. 
Le foche salgono il Þjórsá, fino a Urriðafoss, per dare la caccia ai salmone e alle trote.

## Cascate
Lungo il corso del Þjórsá ci sono molte cascate. A partire dalla sorgente l'ordine è il seguente: Hvanngiljafoss (Kjálkaversfoss), Dynkur, Gljúfurleitarfoss, Tröllkonuhlaup, Þjófafoss, Minna-Núps flúðir, Búðafoss e Hestfoss su entrambi i lati dell'isola fluviale di Árnes e infine Urriðafoss.
Nella lingua islandese, la parola foss significa 'cascata'.

## Isole
Árnes e Hagaey sono tra le più grandi isole del fiume. L'isola di Viðey (conosciuta anche come Minnanúpshólmur) è stata recentemente considerata area protetta per la lussureggiante foresta di betulle. Traustholtshólmur si trova nei pressi della foce del fiume e vi sorgeva l'omonimo villaggio, ora abbandonato.